# Khersónissos

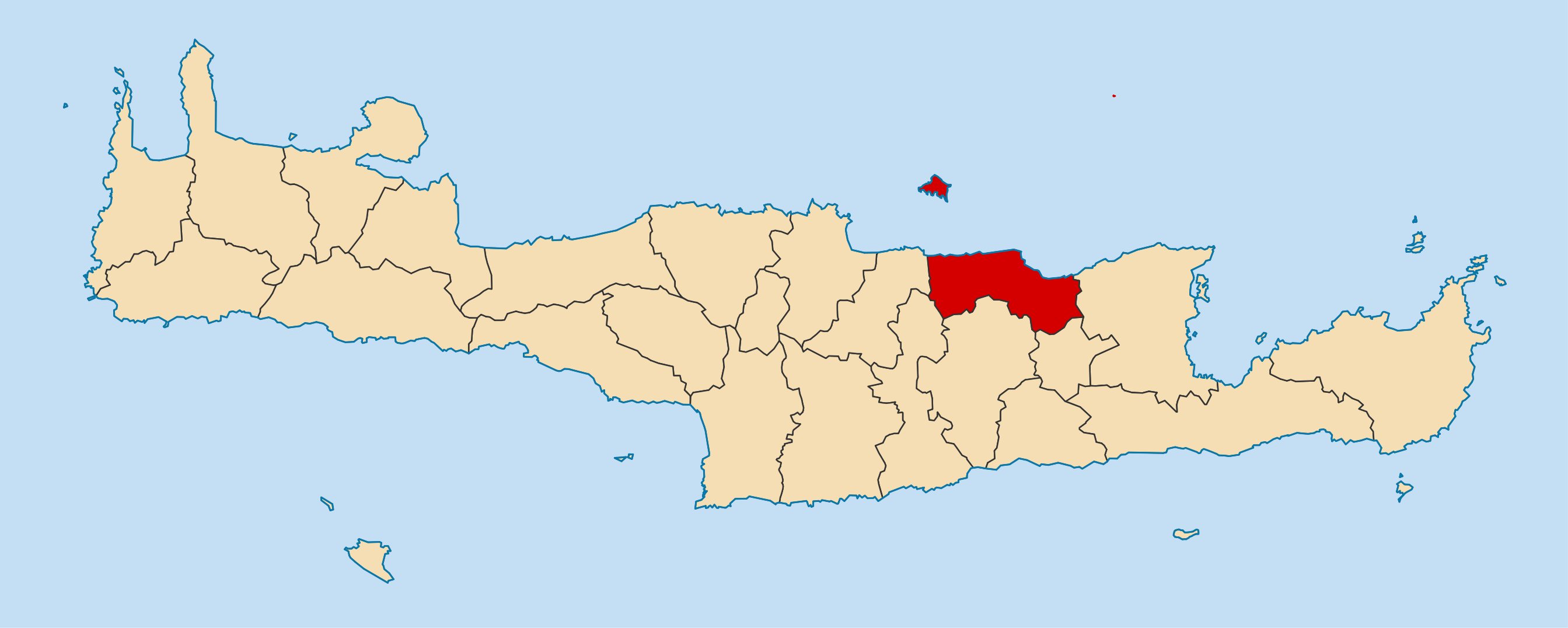
L'actual municipi de Khersónissos a Creta

Khersónissos (grec Χερσόνησος, normalment transliterat Chersonisos, o més rarament com Hersonisos o Hersonissos) és una població de la costa nord de Creta, a uns 25 km d'Iràklio. Té una població d'uns 9000 habitants (2001). L'activitat principal és el turisme de sol i platja, especialment orientat als visitants britànics, alemanys i holandesos. L'altra activitat econòmica és el cultiu de l'olivera.
Històricament, és el lloc de l'antiga ciutat de Chersonesos, un port important durant les èpoques clàssica, romana, i romana d'Orient, que servia a la ciutat de Lictos. Algunes restes del port antic estan submergides.
L'octubre de 2017 s'hi va disputar el Campionat d'Europa d'escacs per equips.